# مجلس تمثيل الشعب
مجلس تمثيل الشعب ويمكن تحويله إلى مجلس النواب. هو واحد من جمعيتين تشريعيتين منتخبتين في إندونيسيا.
جنبا إلى جنب مع مجلس الممثل الإقليمي، هو الغرفة الثانية ذات الصلاحيات المحدودة، فهو يشكل هيئة تشريعية لالجمعية الاستشارية الشعبية. لدورة 2014 كان هناك 560 عضوًا، ولكن بعد انتخابات 2019 سيكون هناك 575 عضوًا، جميعهم منتخبون. تعرض المجلس لانتقادات عامة متكررة بسبب المستويات المرتفعة للاحتيال والفساد.

## التاريخ

### الديمقراطية الموجهة
استخدم سوكارنو الاختلاف في الرأي مع الهيئة التشريعية كمبرر لإنشاء مجلس تمثيلي شعبي للمساعدة المتبادلة. لم تعد العضوية قائمة على نتائج انتخابات 1955، ولكن تم تحديدها من قبل الرئيس الذي يمكن أن يعين ويعزل الأعضاء حسب الرغبة. تم تهميش المعارضين السياسيين، ورفض بعض الذين عارضوا إنشاء مجلس تمثيل الشعب لشغل مقاعدهم. بما أن ماسيومي والحزب الاشتراكي الإندونيسي لم يتفقا مع سوكارنو، لم يتم منحهما أي مقاعد، مما يعني أنه لم تعد هناك معارضة برلمانية. كما تم تعيين عدد من ممثلي مختلف المجموعات الوظيفية بما في ذلك الجيش. في منتصف عام 1962 كان هناك 281 عضوًا، 130 من 10 أحزاب سياسية، و 150 من 20 مجموعة وظيفية وممثل واحد من غرب غينيا الجديدة.
تم تقليص مسؤوليات وواجبات البرلمان بشكل كبير حيث تم تقليصه لمساعدة الحكومة على تنفيذ سياساتها. في عام 1960 أصدر 9 قوانين فقط، مقارنة بـ 87 في عام 1958 و29 في عام 1959. أصبح أكثر قليلاً من مجرد ختم مطاطي لسياسات سوكارنو. على سبيل المثال أقر قانونًا يسمح بإرسال المتطوعين للمشاركة في «المواجهة» مع ماليزيا.

### العهد الجديد
بعد محاولة الانقلاب التي قامت بها حركة 30 سبتمبر عام 1965 والتي تم إلقاء اللوم عليها رسميًا على الحزب الشيوعي الإندونيسي، تم تفريغ مجلس تمثيل الشعب من أعضاء الحزب الشيوعي، حيث تم تعليق 57 عضو شيوعي. في 14 نوفمبر تم استئناف البرلمان من دون ممثلي الحزب الشيوعي، بمن فيهم نائب رئيس البرلمان. في عام 1969 أقرت الحكومة قانون الانتخابات الذي حدد عضوية مجلس تمثيل الشعب بـ 360 عضوًا و100 عضوًا معينين. زاد عدد ممثلي الجيش إلى 75. أخيرًا أجريت الانتخابات في عام 1971 بعد أن تم تأجيلها للسماح بالاستعدادات لضمان فوز حزب غولكارالحكومي.
في عام 1973 تم تخفيض الأحزاب السياسية المتبقية إلى حزبين هما: حزب التنمية المتحد والحزب الديمقراطي الإندونيسي. بالنسبة لبقية النظام الجديد فاز جولكار بالأغلبية المطلقة في كل انتخابات، في حين أن البرلمان لم يصدر قانونًا منفردًا بمبادرة منه، تم تقليص دوره إلى إصدار القوانين التي اقترحتها الحكومة.

### عصر الإصلاح
في مايو 1998 استقال الرئيس سوهارتو وشهد العام التالي أول انتخابات حرة في إندونيسيا منذ عام 1955. من بين 500 مقعد تم انتخاب 462 مقعدًا، بينما تم تخصيص 38 مقعدًا لفصيل الجيش والشرطة. في انتخابات 2004 تم انتخاب جميع المقاعد الـ 550. في انتخابات عام 2009 تم زيادة عدد المقاعد إلى 560. لا يوجد الآن ضباط عسكريون معينون في المجلس التشريعي

## عمله
لدى مجلس تمثيل الشعب ثلاث وظائف رئيسية هي: التشريع والميزنة والإشراف. يضع ويصدر قوانين خاصة به وكذلك يناقش اللوائح الحكومية ويوافق عليها بدلاً من القانون ومقترحات من مجلس الممثلين الإقليميين فيما يتعلق بالقضايا الإقليمية. جنبا إلى جنب مع رئيس إندونيسيا، فإن المجلس ينتج الميزانية السنوية، مع الأخذ بعين الاعتبار وجهات نظر الجمعية الاستشارية الشعبية. له أيضًا الحق في استجواب الرئيس وغيره من المسؤولين الحكوميين. لا يتمتع رئيس إندونيسيا بسلطة حل مجلس الشعب.